# Isonandra
Isonandra es un género con 60 especies de plantas  perteneciente a la familia de las sapotáceas.
Isonandra es nativo de India, Sri Lanka, Malasia y Borneo.

## Especies seleccionadas
- Isonandra acuminata
- Isonandra alloneura
- Isonandra alphonseana
- Isonandra amboinensis
- Isonandra argentata
- Isonandra benjamina
- Isonandra betis
- Isonandra stocksii
- Isonandra villosa